# 東港線
東港線（とうこうせん）は、新潟県新潟市中央区上所二丁目地内の上所交差点から、同市東区末広町地内の紡績角交差点に至る道路の名称である。なお、構成路線の一部である上所新和線（後述）は開通当初は東港2号線とも呼ばれていた。東港線十字路 - 竜が島一丁目・中央埠頭前交差点間にはボトナム通りとの呼称もある。
新潟市の都市計画道路で、上所二丁目 - 同一丁目間は新潟市道上所新和線、上所一丁目 - 同区万代三丁目間は新潟市道東港線、万代三丁目以東は国道113号（重複：国道345号、国道350号）の区間である。
このうち、中央区万代島地内の宮浦中学校前交差点から、同地内の万国橋交差点までの区間は新潟南北道路として地域高規格道路の整備区間に指定されている。

## 概要
都市計画道路
- 名称：3.3.518号 東港線

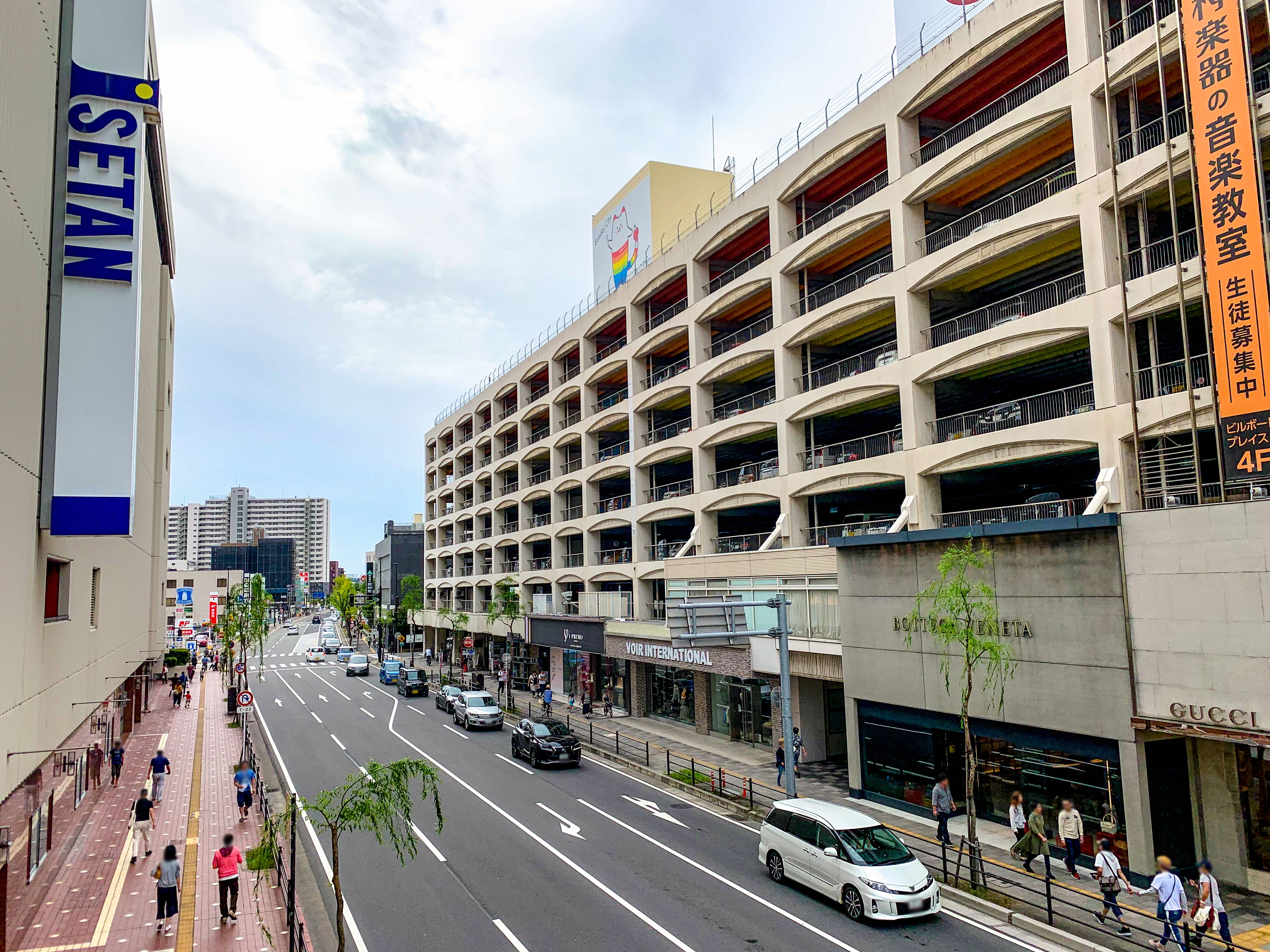
八千代1・2丁目付近

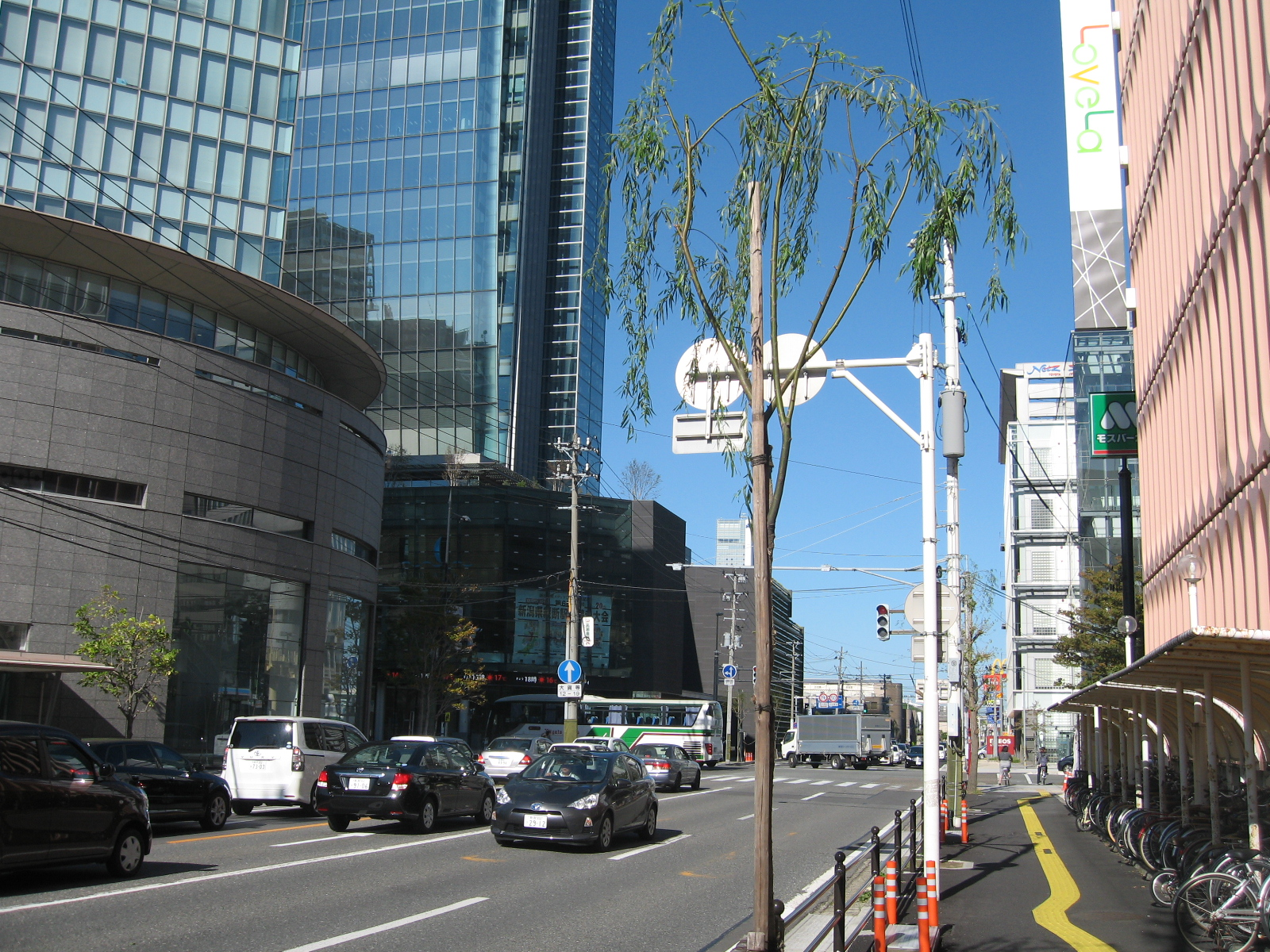
万代3・4丁目付近
画面右手の建物がLoveLa万代、画面中央奥の建物が新潟日報メディアシップ
（2013年10月18日撮影）

- 都市計画決定：1941年（昭和16年）1月
- 延長：4.29km
- 起点：新潟市中央区上所二丁目（上所交差点 = 新潟県道1号新潟小須戸三条線交点 ）
- 終点：新潟市東区末広町（紡績角交差点 = 国道113号交点 ）
- 内訳
  - 本線：新潟市中央区上所二丁目 - 新潟市東区末広町間（地表式、延長4.29km）
  - 支線：新潟市中央区沼垂東五丁目 - 新潟市東区松島一丁目間（嵩上式、延長1.18km）

新潟市内の信濃川右岸側をほぼ川沿いに、中央区上所から昭和大橋、八千代橋、萬代橋、柳都大橋の東側を経由して新潟港西港区（新潟西港）の区域を抜け、山ノ下橋で通船川を渡り、東区の山の下地区に至る。
中央区鳥屋野地区から東地区、さらに東区山の下地区へと信濃川右岸側に沿って縦断し、中央区中心部と郊外とを連絡する幹線道路で、区間内では多くの幹線道路と接続している。故に交通量が多く、中央区上所地内の幸西三丁目交差点付近、万代地内の東港線十字路交差点付近、万代島地内の宮浦中学校前交差点付近と万国橋交差点付近においては、主に平日朝のラッシュ時を中心に渋滞が慢性的に発生している。
路線としては萬代橋・東大通と交差する東港線十字路以東が国道113号となっている。同十字路以西は新潟市道で、昭和大橋と交差する上所島交差点以東の間が新潟市道東港線、同交差点から新潟県道1号新潟小須戸三条線と交差する上所交差点までの間は新潟市道上所新和線である。上所新和線の区間はさらに南下し、新潟県道51号新潟黒埼インター笹口線（笹出線）と交差する新和交差点で終点となる。上所新和線は1970年代後半までは上所一丁目地内の越後線の築堤周辺が未成区間として残存していたが、1980年代初頭に越後線の築堤下を立体交差する新上所島跨道橋の建設によって全線が開通した。
「東港線」は元々、昭和初期に行われた信濃川下流部の埋め立てに伴って計画された新潟市の都市計画道路の名称である。「新潟港の東側を経由する道路」として名付けられたものであり、1963年に着工、1969年に開港し新潟市北区と北蒲原郡聖籠町にまたがる新潟港東港区（ひがしこうく、新潟東港）との直接的関連は一切ない（新潟東港は紡績角交差点からは約15km東の地点に所在している）。
また1960年代から、東区から東港周辺に至る国道113号のバイパス道路（都市計画道路）「山の下東港線（やまのした ひがしこうせん）」の整備が進められており、現在は東区東新町から同区津島屋までの区間が市道として、津島屋から阿賀野川を渡るござれや阿賀橋を経由して北区神谷内に至る区間と、同区笹山東から横土居を経由して聖籠町東港に至る区間が国道113号として供用されている。このうち津島屋から神谷内に至る「松浜橋上流橋」の事業区間は2009年9月13日に暫定2車線で、笹山東から横土居に至る「横土居バイパス」の事業区間は2012年3月29日に完成4車線で、それぞれ供用を開始した。
東港線十字路から竜が島一丁目・中央埠頭前交差点までの区間はボトナム通り（ボトナムどおり）と呼ばれる。ボトナム（버드나무, beodeunamu）とは朝鮮語で「ヤナギ」の意で、1960年代に行われた北朝鮮への在日朝鮮人の帰還事業に先立って、1959年11月7日帰国者が友好の証として道路両側にはヤナギの木を植栽して新潟県に寄贈し、時の北村一男新潟県知事が命名したことによる。

## 東港線バイパス
また紡績角交差点から長者町交差点を経て万国橋交差点に至る区間には、連続立体交差方式によるバイパス道路も設けられている。概要に記した通り東港線の支線として建設されたもので、東港線バイパスとも呼ばれる。
この区間は2車線ずつの高架橋2本から成るが、4車線とも長者町から万国橋への一方通行となっている。また各2車線は終端部で降り口が異なっており、左側2車線が沼垂・栗ノ木バイパス方面の車線、右側2車線が佐渡汽船・柳都大橋・上所方面の車線となっている。高架橋のほとんどの区間は左側車線・右側車線とも1車線規制となっており、左側車線は竜が島一丁目・沼垂東五丁目交差点でランプウェイを降りた後、沼垂方面への市道と平面交差し、更に直進すると万国橋で東港線に再合流（直進）するか、もしくは栗ノ木バイパスへ左折する車線となる。一方の右側車線は万国橋まで直通し、ランプウェイを降りた後、東港線に再合流する車線（直進のみ）となる。
このバイパスが設けられた経緯には、かつて信越本線の沼垂駅（貨物駅）から新潟西港の中央埠頭に通じていた引込線（現中央埠頭前交差点付近）の踏切渋滞が慢性化していたことが背景にある。1965年2月13日、道路上に踏切信号が設置されて渋滞はやや緩和したものの、その後の急速なモータリゼーションの進行や郊外の宅地化などで交通量は増大し、特に朝の通勤時間帯のラッシュによる渋滞が深刻化したため、新潟県が渋滞緩和の抜本対策として建設に着手し、1974年4月に現区間の供用が開始された。

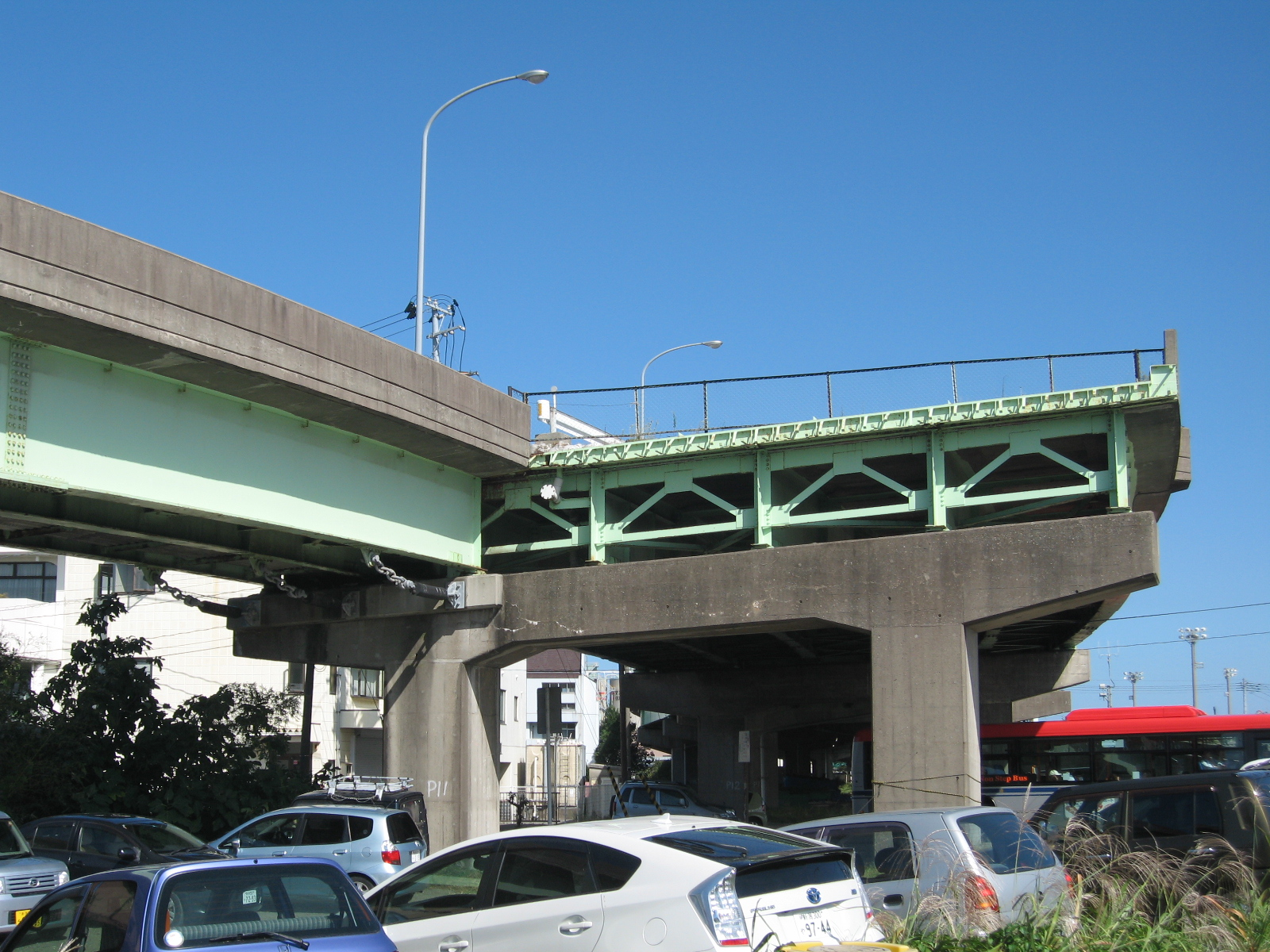
万国橋交差点東方で以後未成となっている、東港線バイパスの高架橋
画面左側に伸びている部分は万国橋交差点方面へ降りるランプウェイ
（2013年10月10日撮影）

バイパスの建設当時、新潟市では萬代橋の下流部に有料道路「みなと大橋」の建設が計画されており、それに合わせて東港線と栗ノ木バイパスも一部区間を嵩上式に改良する予定であった。東港線バイパスはこれら各方面の道路との接続に対応するため、万国橋以西への延伸を見込んで開通区間以東の高架橋は未成のままとされた。しかしオイルショック等の影響を受け、更に1976年には市長が交代したことも影響して、みなと大橋の建設計画は事実上凍結された。その後25年を経て2002年にこの構想は柳都大橋として実現したものの、東港線バイパスの万国橋以西の区間については2018年現在も未成となっており、開通以来40年以上に亘って高架橋は万国橋交差点の東方、新潟市万代ポンプ場の近傍  で途切れたままになっている（みなと大橋の建設凍結に関する経緯は「柳都大橋#「みなと大橋」建設構想」を参照）。
なお柳都大橋、東港線の万国橋交差点 - 宮浦中学校前交差点間と栗ノ木バイパスは、新潟市の都市計画道路「万代島ルート線」ならびに地域高規格道路「新潟南北道路」の整備区間に指定されており、このうち栗ノ木バイパスの南側区間では一部連続立体交差化を目的とした「栗ノ木道路」「紫竹山道路」の2つの事業が行われている（詳細は栗ノ木バイパスを参照）。万代島ルート線は柳都大橋以東の区間が一部連続立体交差方式（平面拡幅高架併用型）で設計されており、現在事業未着手の東港線及び栗ノ木バイパスの北側区間も将来的には連続立体交差化され、その際には東港線バイパスも万国橋で接続することになる。しかし、環境悪化を懸念する地元・沼垂地区の住民が道路の高架化に反対する旨を唱えており、実現にはまだ時間を要す見込みである。

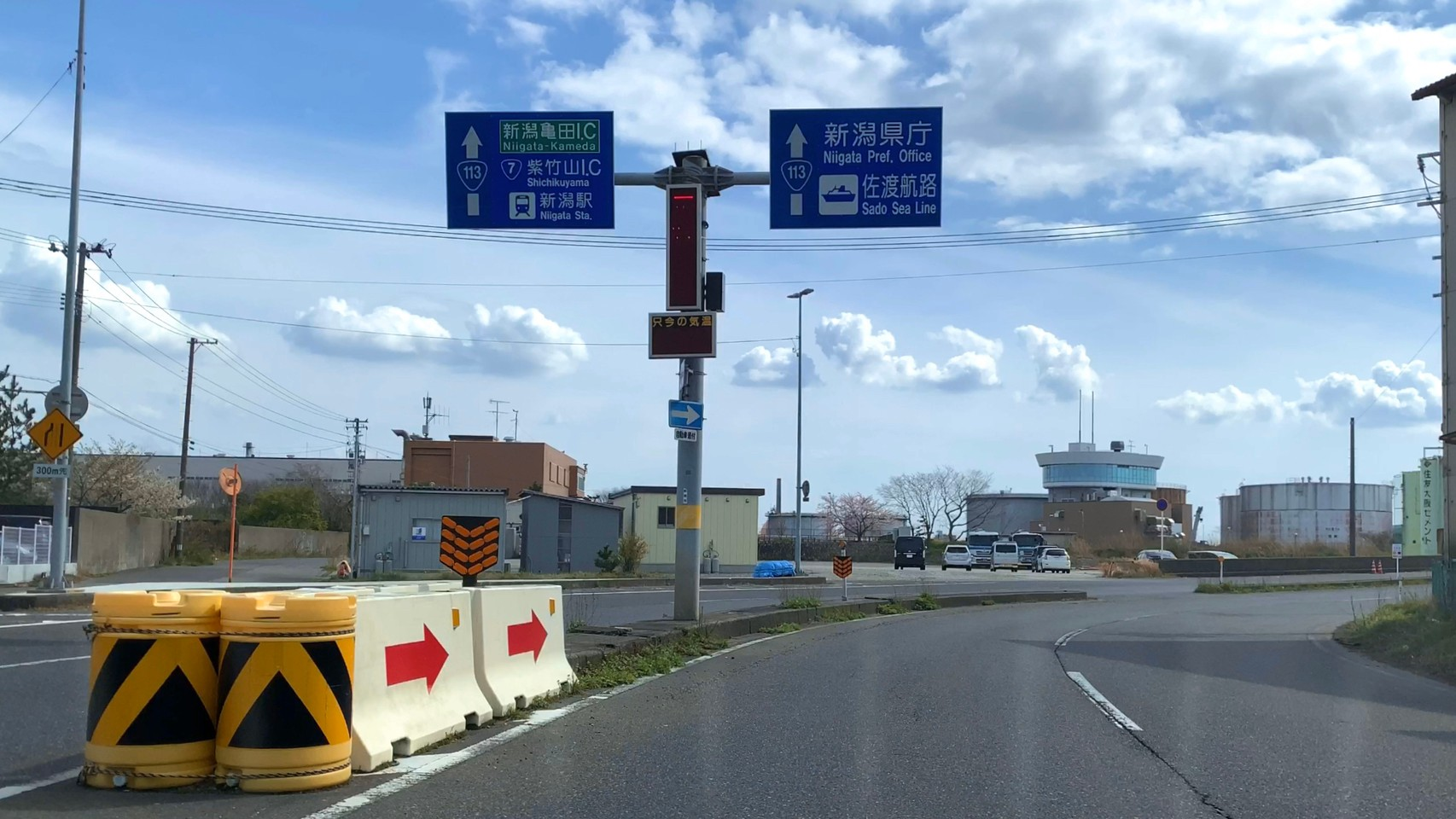
東港線バイパス 入口。別々のランプウェイに接続する。
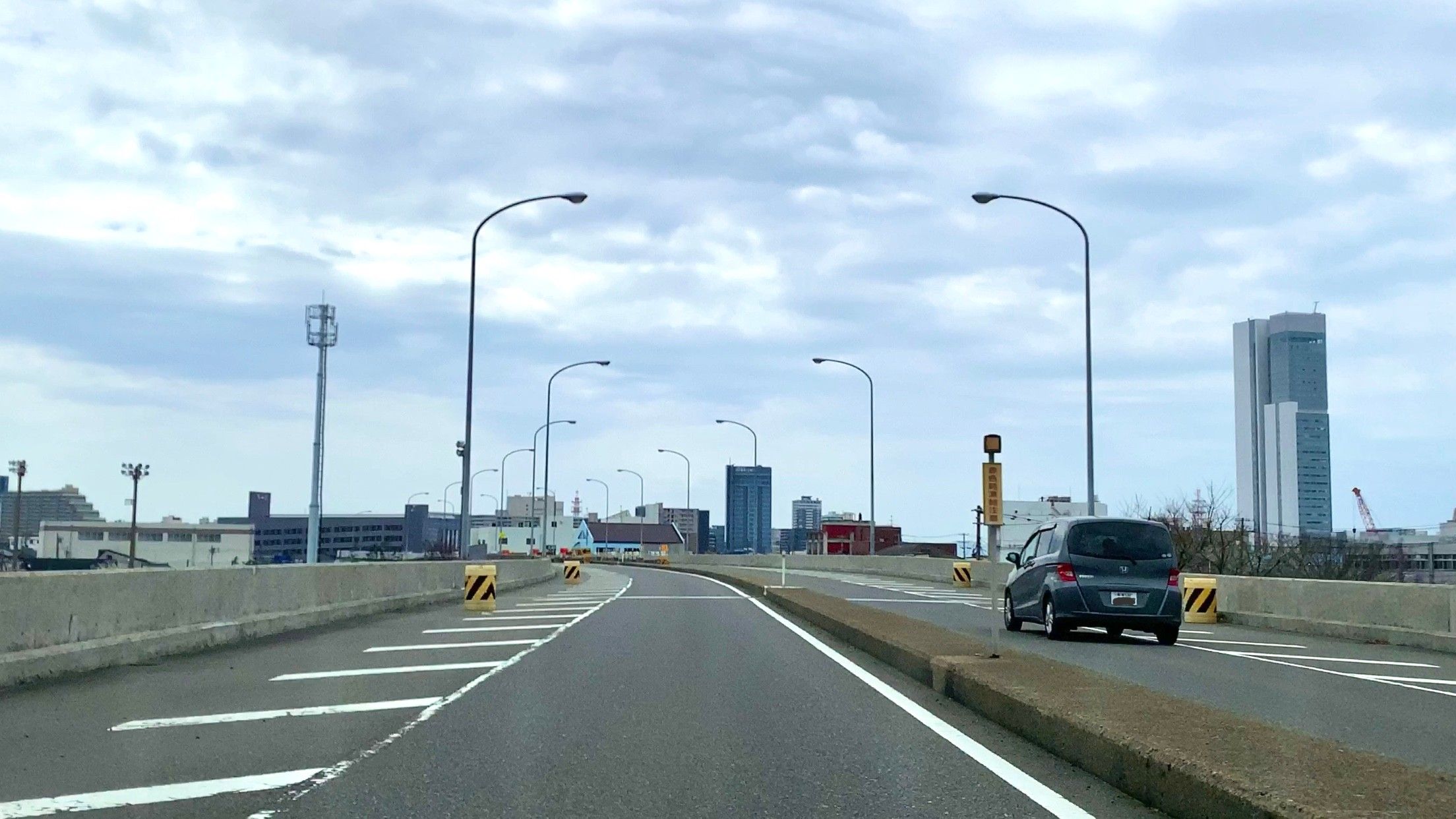
2組の高架橋から成る東港線バイパス。

## 主な接続道路
- 新潟市中央区
  - 新潟県道1号新潟小須戸三条線＜小須戸線＞（上所交差点）
  - 新潟県道164号白山停車場女池線＜昭和大橋・和合線＞（幸西三丁目交差点）
  - 新潟市道新潟鳥屋野線1号＜八千代橋＞（幸西一丁目交差点）
  - 国道7号（8号、17号、113号、350号等含む）＜萬代橋・萬代橋通り＞（東港線十字路交差点）
  - 新潟港臨港道路万代島埠頭2号線（三和町交差点）※国道350号・中央区内の区間はここまで
  - 国道7号＜柳都大橋＞（宮浦中学校前交差点）
  - 新潟港臨港道路万代島埠頭3号線
  - 新潟県道464号新潟港沼垂線＜栗ノ木バイパス＞（万国橋交差点）
  - 新潟県道464号新潟港沼垂線（中央埠頭前交差点）
- 新潟市東区
  - 国道113号（紡績角交差点）